# 15169 Wilfriedboland
15169 Wilfriedboland è un asteroide della fascia principale. Scoperto nel 1960, presenta un'orbita caratterizzata da un semiasse maggiore pari a 3,0169668 UA e da un'eccentricità di 0,0749355, inclinata di 1,85222° rispetto all'eclittica.
L'asteroide è dedicato all'astronomo olandese Wilfried Boland.